# WTorre
WTorre Empreendimentos Imobiliários S.A. (WTorre) é uma empresa brasileira de engenharia, com sede na cidade de São Paulo. Foi fundada em 1981 e presidida por Walter Torre Junior (1956-2020) até sua morte. A empresa cresceu e se diversificou nos anos 1990, passando a erguer edifícios comerciais e shoppings, posteriormente entrando nos setores de infraestrutura e de entretenimento com a construção do Allianz Parque e o teatro Santander.
A WTorre é  responsável, dentre outros projetos, pelo Alto das Nações, um complexo imobiliário multiuso em construção localizado no bairro da Granja Julieta, zona Sul de São Paulo. O projeto, com 320 mil metros quadrados de área privativa, abriga um centro comercial, uma torre mista e um hipermercado Carrefour, uma vez que a obra é uma parceria entre a Carrefour Property (do Grupo Carrefour Brasil) e a WTorre, e abrigará torres residencial e corporativa, que será o edifício corporativo mais alto do Brasil, com 219 metros de altura e 45 andares. A construção do estaleiro Rio Grande na lagoa dos Patos, no Rio Grande do Sul, do Shopping JK Iguatemi e dono do direito de exploração do estádio da Sociedade Esportiva Palmeiras, o Allianz Parque, localizada em São Paulo.

## Empreendimentos
- Allianz Parque
- Alto das Nações[5]
- WTorre Plaza